# 축산물품질평가원
축산물품질평가원(畜産物品質評價院, Korea Institute for Animal Products Quality Evaluation)은 축산물의 품질향상과 유통의 원활, 가축개량의 촉진을 통한 국내산 축산물의 국제경쟁력 제고 및 축산농가의 소득증대와 소비자의 이익 기여를 목적으로 설립된 농림축산식품부 산하의 위탁집행형 준정부기관이다. 본원은 경기도 군포시 용호1길 11-7번지에 있었지만 2015년 8월 31일 세종특별자치시 아름서길 21 (아름동)로 이전하였다.

## 설립 근거
- 축산법[1]

## SNS
유튜브, 인스타그램, 페이스북, 블로그, 카카오톡

## 미션·비전·핵심가치
- 미션(Mission) 축산유통의 발전을 통해 국민 행복에 기여함

- 비전(Vision) 축산의 미래를 선도하는 축산유통 전문기관

- 핵심가치(Value) 안전, 상생, 공정, 실용, 혁신

## 연혁
- 1989년 4월: 축산물등급판정사업 착수
- 1994년 12월: 축산법 개정으로 축협중앙회로 소속 변경
- 2000년 7월: 농축협 통합으로 농협중앙회로 소속 변경
- 2001년 7월: 축산법 개정으로 독립법인 설립
- 2003년 1월: 축산물등급판정수수료 징수로 자립화 추진
- 2004년 4월: 정부산하기관관리기본법 상 공공기관으로 지정
- 2007년 4월: 공공기관 운영에 관한 법률에 의거 준정부기관으로 지정
- 2010년 1월: 축산물품질평가원으로 명칭변경(축산법 개정)
- 2015년 8월: 세종특별자치시로 이전
- 2017년 9월: 소 이력정보 국가통계 승인(통계청 가축동향조사 대체)
- 2019년 7월: 말도체 등급판정사업 시행
- 2020년 1월: 닭·오리·계란 이력제 시행
- 2022년 7월: 축산물 온라인 경매 시스템 도입
- 2022년 8월: 제12대 박병홍 축산물품질평가원장 취임
- 2023년 1월: 닭고기 할당관세 추천 및 수입관리 업무 수임
- 2023년 3월: 저탄소 축산물 인증 시범사업 수임
- 2023년 12월: 꿀 등급제 본사업 시행

## 기능과 역할
- 축산물 등급판정
- 축산물 등급에 관한 교육 및 홍보
- 축산물 등급판정 기술 개발
- 축산물품질평가사 양성
- 축산물 등급판정ㆍ품질평가ㆍ유통에 관한 조사ㆍ연구ㆍ교육ㆍ홍보사업
- 「가축 및 축산물 이력관리에 관한 법률」에 따른 가축 및 축산물 이력제에 관한 업무(쇠고기이력제ㆍ돼지고기이력제ㆍ가금산물이력제)
- 위 규정과 관련한 국제협력사업 및 국가ㆍ지방자치단체, 그 밖의 자에게서 위탁 또는 대행받은 사업 및 그 부대사업

## 주요사업
축산물품질평가 기준에 따라 7가지 국내산 축산물의 품질을 평가하여 등급을 부여하며, 등급 차별화로 축산물 품질향상 유도 및 국내산 축산물 시장 경쟁력 제고에 기여
- 의무등급판정 품목: 소고기, 돼지고기
- 자율등급판정 품목: 닭고기, 오리고기, 계란, 말고기, 꿀

축산물이력제
국민 모두가 우리 축산물을 안심하고 소비할 수 있도록 이력번호 조회 기능을 통해 사육 및 도축정보 제공, 축산물 생산부터 판매에 이르기까지의 이력 정보를 기록 관리하여 위생·안전 문제 발생 시 신속 대응 지원
- DNA동일성검사: 연간 도축되는 모든 소의 DNA시료를 보관하여 쇠고기 부정유통 차단

축산물유통정보 조사 및 정책 지원
(유통정보조사) 유통단계별 체계적인 가격조사와 축산분야 통합정보 제공으로 축산물 유통의 투명성 강화
(유통정책지원) 유통거래가 편리하고 시장이 안정적으로 운영될 수 있도록 효율적인 축산유통 환경 조성에 기여
- 디지털전환: 인공지능(AI), 4차산업혁명 기술을 활용하여 축산분야 디지털 전환 선도
- 스마트축산: 축산분야 ICT 융복합 확산을 통한 환경변화 효과적 대응 및 미래 성장동력 마련

1. 데이터 기반의 축산정보 관리 고도화 및 스마트 축산 산업 생태계 조성
2. 축산데이터 플랫폼 구축과 정보연계를 통한 축산 분야 현장문제 해결

- 한우수출지원:  한우 수출 확대 지원을 위한 '한우 수출 협의회' 운영 및 외국어 확인서 발급과 다국어 이력조회 서비스 제공
- 수급정보제공 : 축산물 수급지원 플랫폼을 통해 생산자와 소비자간 원활한 거래 지원, 축산물 시장의 수급상황 예측 및 정보 제공

축산탄소중립 실천

'저탄소 축산물 인증 시범사업' 추진으로 축산물 생산 과정에서의 탄소배출량 저감 유도 및 친환경 등 소비자의 가치소비 선택 지원

## 조직

### 축산물품질평가원장
- 이사회
- 감사
  - 감사실

#### 부원장
- 인재개발처
- 운영지원처

##### 기획조정본부
- 전략기획처
- 혁신성과처
- 고객소통처

##### 소비지원본부
- 품질평가처
- 이력관리처
- 연구개발처

##### 유통정보본부
- 빅데이터분석처
- 유통정보처
- 통합정보관리처

##### 유통혁신본부
- 제도산업지원처
- 수급지원처
- 유통거래관리처
- 스마트축산지원단

##### 디지털추진본부
- ICT개발처
- 시스템관리처
- 정보보안팀

### 지원
- 서울지원
- 경기지원
- 강원지원
- 대전충남지원
- 충북지원
- 광주전남지원
- 전북지원
- 대구경북지원
- 부산울산경남지원
- 제주지원

## 같이 보기
- 축산물품질평가사